# سفارة كازاخستان في بولندا
سفارة كازاخستان في بولندا هي أرفع تمثيل دبلوماسي لدولة كازاخستان لدى بولندا. تقع السفارة في وارسو وهي تهدف لتعزيز المصالح الكازاخستانية في بولندا.

## وصلات خارجية
- الموقع الرسمي
- قائمة سفارات كازاخستان
- قائمة السفارات في بولندا